# Lope de Sousa de Portugal
Lope Sousa de Portugal, también llamado Lope de Sosa o Lope Alfonso de Sousa (Córdoba, siglo XV - Santa María la Antigua de Darién, 8 de mayo de 1520), fue un noble, militar y político español, gobernador de las Islas Canarias y de Castilla del Oro de Tierra Firme, también conocido por su mención en el poema "La Cena" de Baltasar del Alcázar.

## Biografía
Lope de Sousa de Portugal nació en la Casa de los Sousas, ubicada en calle de Gutiérrez de los Ríos de la ciudad de Córdoba a mediados del siglo XV. Fue el cuarto hijo de Juan Alfonso de Sousa de Portugal, XIX señor de la Casa de Sousa en Portugal, I señor de Rabanales, gobernador, justicia mayor, y veinticuatro de la ciudad de Córdoba, y de Isabel Fernández de Mesa, hija de don Alfonso Fernández de Mesa, canciller mayor de Castilla, alcaide de los Reales Alcázares y veinticuatro de Córdoba, y de Beatriz Bernaldo de Quirós, dama de la Reina Catalina de Lancaster.
Fue hermano de Francisco Alfonso de Sosa, obispo de Almería, así como de Alfonso de Sousa, señor de Azinhaga en Portugal, y de Diego Alfonso de Sousa, II señor de Rabanales, de quien descienden los marqueses de Guadalcázar.
En 1483 se alistó en la guerra contra los moros de Granada al mando de don Diego Fernández de Córdoba, conde de Cabra, a quien asistió en la batalla de Lucena (donde fue apresado el rey Boabdil).
En 1489 estaba al servicio de don Fadrique Álvarez de Toledo, II duque de Alba, en sus campañas militares.
Entre 1492 y 1496 estuvo en la corte de Portugal, sirviendo como tutor de don Jaime y don Dinis, hijos de don Fernando, II duque de Braganza.

Hacia 1502, ya de vuelta en España, fue nombrado alguacil mayor de Jaén, donde permanece, como testimonio de su vida ahí una breve mención en el poema "La Cena" o "Cena Jocosa" de Baltasar del Alcázar, que comienza diciendo:
"En Jaén, donde resido, 

vive don Lope de Sosa, 

y direte, Inés, la cosa 

más brava d'él que has oído.

Tenía este caballero 

un criado portugués... 

Pero cenemos, Inés, 

si te parece, primero."
En 1504 fue nombrado gobernador de Gran Canaria y alcaide de la Torre de Santa Cruz de Mar Pequeña. A su vez, fue ordenado por los Reyes Católicos que tomara el poder efectivo de Tenerife. Su gubernatura se extendió hasta 1517. En 1512 la reina Juana le otorgó el cargo de caballero veinticuatro de la ciudad de Córdoba.
En 1519 fue designado gobernador del Reino de Castilla del Oro de Tierra Firme (gran parte de Centroamérica) en sustitución de Pedrarias Dávila. Sin embargo, en 1520 arribó agonizante al puerto Santa María la Antigua de Darién (actual Colombia), y falleció al día siguiente de su llegada, por lo que jamás tomó el control efectivo del territorio, y Pedrarias Dávila continuó en el cargo hasta que fue reemplazado por Pedro Gutiérrez de los Ríos y Aguayo.

## Matrimonio y descendencia
Casó con doña Inés de Cabrera, hija de don Pedro de Cabrera, VIII señor de las Abolafias y Montalbo, alguacil mayor de Córdoba, y de doña Beatriz de Aguayo y Fernández de Córdoba.
Fueron padres de:
- Don Juan Alfonso de Sousa también llamado Juan Alonso de Sosa, tesorero de la Nueva España, regidor de la Ciudad de México, encomendero de Coatepec, Tanalá y Tenayuca. Casó con doña Ana de Estrada, hija de don Alonso de Estrada, gobernador y tesorero de la Nueva España, y de doña Mariana Gutiérrez de la Caballería.
- Don Pedro de Cabrera, también llamado Pedro Fernández Cabrera o Pedro Cabrera de Sousa, regidor de Gran Canaria y caballero veinticuatro de Córdoba.

- Doña Juana de Sousa. Casó con don Luis de Castilla, caballero de la Orden de Santiago, regidor, procurador y alférez real de la Ciudad de México, encomendero de Tututepec, dueño de las minas de Taxco, hijo de don Pedro de Castilla (nieto de don Pedro de Castilla, obispo de Osma, quien a su vez era nieto del rey Pedro I de Castilla), y de doña Francisca Osorio (sobrina de don Álvaro Pérez Osorio, I marqués de Astorga y nieta de don Pedro Álvarez Osorio, I conde de Trastámara).
- Doña María de Sosa. Casó con don Fernando Arias de Saavedra, señor de Lanzarote, Fuerteventura y Alcalá de Juana de Orta, hijo de don Pedro Arias de Saavedra "el Viejo", señor de Fuerteventura, y de doña Constanza Sarmiento (nieta de los I condes de la Gomera).
- Doña Isabel de Sosa. Fue monja del convento de Santa María de las Dueñas, en Córdoba.
- Doña Beatriz de Aguayo. Se cree que también pudo haber sido monja.